# Duel in the Pool
Le Duel in the Pool (littéralement le Duel dans la piscine), est une compétition bisannuelle de natation sportive opposant deux ou plusieurs pays sous le forme d'une Coupe des nations. Créée en 2003 à partir d'une idée émise par l'USA Swimming (la Fédération américaine de natation), cette réunion permet une confrontation entre les meilleurs représentants des États-Unis et de l'Australie, les pays plus médaillés aux Jeux olympiques. Après les deux premières éditions organisées à Indianapolis et Irvine aux États-Unis, l'Australie accueille pour la première le Duel en 2007 dans l'Aquatic Centre de Sydney. Malgré cela, et à l'image des années précédentes, les nageurs australiens sont défaits par les Américains au classement général. En 2009, la compétition change de format et s'ouvre à de nouveaux pays. L'Australie affronte en effet le Japon à domicile, tandis que les États-Unis envisagent un format de compétition similaire à la Ryder Cup de golf en affrontant une sélection des meilleurs nageurs européens. 
L'événement est actuellement sponsorisé par la Mutual of Omaha lorsqu'il se déroule aux États-Unis, et par Fujitsu en Australie.

## Règlement
Le Duel in the Pool se compose de 28 épreuves différentes — 4 relais et 24 épreuves individuelles — se déroulant tous dans une piscine aux dimensions olympiques (50 m de longueur notamment). Toutes les règles relatives au déroulement des courses sont similaires à celles en vigueur lors des Jeux olympiques ou des championnats du monde, des règles établies par la Fédération internationale de natation.

### Système de points
Un système de points permet de désigner après addition le vainqueur du duel entre les deux pays. Ainsi, lors d'épreuves de relais, le quatuor vainqueur fait gagner sept points à son pays tandis que l'autre équipe ne gagne aucun point. Lors des épreuves individuelles où six nageurs s'affrontent, trois pour chaque équipe, les quatre premiers de chaque course remportent des points selon ce système :
- Première place : 5 points
- Deuxième place : 3 points
- Troisième place : 2 points
- Quatrième place : 1 point
- Cinquième et sixième places : 0 point

Ainsi, 292 points sont distribués et le premier pays à atteindre les 146,5 points remporte le Duel. Si les deux équipes sont à égalité à l'issue des 28 épreuves, un relais mixte 4 × 50 m 4 nages est organisé. Chaque pays choisit deux hommes et deux femmes et le relais vainqueur de cette ultime course offre le point décisif à son pays. Cette éventualité ne s'est jamais produite en trois éditions.

## Historique
| N° | Édition | Date                  | Lieu                   | Vainqueur  | Vaincu(s)                    | Score final   | Résultats |
| -- | ------- | --------------------- | ---------------------- | ---------- | ---------------------------- | ------------- | --------- |
| 1  | 2003    | 6 avril 2003          | Indianapolis (Indiana) | États-Unis | Australie                    | 196 – 74      | [ 2 ]     |
| 2  | 2005    | 2 août 2005           | Irvine (Californie)    | États-Unis | Australie                    | 190 – 102     | [ 3 ]     |
| 3  | 2007    | 3 avril 2007          | Sydney                 | États-Unis | Australie                    | 181,5 – 129,5 | [ 4 ]     |
| 4  | 2009    | 9 – 10 mai 2009       | Canberra               | Australie  | Japon                        | 167 – 162     | ,         |
| 5  | 2009    | 18 – 19 décembre 2009 | Manchester             | États-Unis | Royaume-Uni Allemagne Italie | 185 – 78      | [ 7 ]     |
| 6  | 2011    | 16 – 17 décembre 2011 | Atlanta                | États-Unis | Europe                       | 181,5 – 80,5  | [ 8 ]     |
| 7  | 2013    | 20 – 21 décembre 2013 | Glasgow                | États-Unis | Europe                       | 132 – 131     | [ 10 ]    |
| 8  | 2015    | 11 – 12 décembre 2015 | Indianapolis (Indiana) | États-Unis | Europe                       | 155 – 107     | [ 11 ]    |